# Premiul Hugo pentru cel mai bun roman (1953-1960)
(1953-1960) (1961-1980)→ (1981-2000)→→ (2001-prezent)→→→
Aceasta este lista romanelor câștigătoare plus nominalizările la Premiul Hugo pentru cel mai bun roman în perioada 1953-1960 (evidențiate în listă) și de romane care au candidat.
  *   Câștigătorii
| An   | Autor(i)                     | Roman                                           | Editură / publicație                      | Note |
| ---- | ---------------------------- | ----------------------------------------------- | ----------------------------------------- | ---- |
| 1953 | Alfred Bester*               | Omul demolat                                    | Galaxy Science Fiction                    |      |
| 1955 | Mark Clifton și Frank Riley* | Mașina eternității                              | Astounding Science-Fiction                |      |
| 1956 | Robert A. Heinlein*          | Stea dublă                                      | Astounding Science-Fiction                |      |
| 1958 | Fritz Leiber*                | The Big Time                                    | Galaxy Science Fiction                    |      |
| 1959 | James Blish*                 | A Case of Conscience                            | Ballantine Books                          |      |
| 1959 | Poul Anderson                | We Have Fed Our Sea (sau: The Enemy Stars)      | Astounding Science-Fiction                |      |
| 1959 | Algis Budrys                 | Who?                                            | Pyramid Books                             |      |
| 1959 | Robert A. Heinlein           | Have Space Suit — Will Travel                   | The Magazine of Fantasy & Science Fiction |      |
| 1959 | Robert Sheckley              | Time Killer (sau: Immortality, Inc.)            | Galaxy Science Fiction                    |      |
| 1960 | Robert A. Heinlein*          | Starship Troopers                               | The Magazine of Fantasy & Science Fiction |      |
| 1960 | Gordon R. Dickson            | Dorsai! (sau: The Genetic General)              | Astounding Science-Fiction                |      |
| 1960 | Murray Leinster              | The Pirates of Ersatz (sau: The Pirates of Zan) | Astounding Science-Fiction                |      |
| 1960 | Mark Phillips                | That Sweet Little Old Lady (sau: Brain Twister) | Astounding Science-Fiction                |      |
| 1960 | Kurt Vonnegut                | The Sirens of Titan                             | Dell Publishing                           |      |